# Мокшець (Мендзиходський повіт)
Мокшець (пол. Mokrzec, нім. Mokritz) — село в Польщі, у гміні Мендзихуд Мендзиходського повіту Великопольського воєводства.
Населення — 293 особи (2011).
У 1975-1998 роках село належало до Гожовського воєводства.

## Демографія
Демографічна структура станом на 31 березня 2011 року:
|          | Загалом | Допрацездатний вік | Працездатний вік | Постпрацездатний вік |
| -------- | ------- | ------------------ | ---------------- | -------------------- |
| Чоловіки | 153     | 38                 | 96               | 19                   |
| Жінки    | 140     | 23                 | 79               | 38                   |
| Разом    | 293     | 61                 | 175              | 57                   |